# Rijeka Cetina - kanjonski dio
Rijeka Cetina - kanjonski dio este o arie protejată (sit de importanță comunitară — SCI) din Croația întinsă pe o suprafață de 1.904,46 ha, integral pe uscat.

## Localizare
Centrul sitului Rijeka Cetina - kanjonski dio este situat la coordonatele 43°29′20″N 16°48′58″E / 43.489°N 16.816°E.

## Înființare
Situl Rijeka Cetina - kanjonski dio a fost declarat sit de importanță comunitară în iulie 2013 pentru a proteja 7 specii de animale.

## Biodiversitate
Situată în ecoregiunea mediteraneană, aria protejată conține 2 habitate naturale: Pante stâncoase calcaroase cu vegetație casmofită, Pajiști uscate din regiunea submediteraneeană estică (Scorzoneratalia villosae).
La baza desemnării sitului se află mai multe specii protejate:
- amfibieni (1): izvoraș-cu-burta-galbenă (Bombina variegata)
- pești (5): Aulopyge huegelii, zvârluga (Cobitis taenia), Knipowitschia panizzae, Petromyzon marinus, Pomatoschistus canestrinii
- reptile (1): Elaphe situla

Pe lângă speciile protejate, pe teritoriul sitului au mai fost identificate 1 specie de plante, 3 specii de nevertebrate, 1 specie de pești.